# Andrea Jaeger
Andrea Jaeger, ameriška tenisačica, * 4. junij 1965, Chicago, ZDA.
V posamični konkurenci se je dvakrat uvrstila v finale turnirjev za Grand Slam, leta 1982 na turnirju za Odprto prvenstvo Francije in 1983 na turnirju za Odprto prvenstvo Anglije, obakrat jo je tam premagala Martina Navratilova. Na turnirjih za  Nacionalno prvenstvo ZDA se je najdlje uvrstila v polfinale v letih 1980 in 1982, kot tudi na turnirjih za Odprto prvenstvo Avstralije leta 1982. V konkurenci ženskih dvojic se je najdlje uvrstila v polfinale na turnirju za Odprto prvenstvo ZDA, v konkurenci mešanih dvojic pa je osvojila turnir za Odprto prvenstvo Francije leta 1981 skupaj z Jimmyjem Ariasom. Nastopila je na Olimpijskih igrah 1984, kjer je bil tenis demonstracijski šport.

## Finali Grand Slamov

### Posamično (2)

#### Porazi (2)
| Leto | Turnir                    | Nasprotnica v finalu | Rezultat finala |
| 1982 | Odprto prvenstvo Francije | Martina Navratilova  | 7–6(8–6), 6–1   |
| 1983 | Odprto prvenstvo Anglije  | Martina Navratilova  | 6–0, 6–3        |

### Mešane dvojice (1)

#### Zmage (1)
| Leto | Turnir                    | Partner     | Nasprotnika v finalu    | Rezultat finala |
| 1981 | Odprto prvenstvo Francije | Jimmy Arias | Betty Stöve Fred McNair | 7–6, 6–4        |